# سطح کانالی
سطح کانالی (انگلیسی: Channel surface) سطحی است که به عنوان پوشهٔ محاطی خانواده‌ای از کره‌ها تشکیل می‌شود که مرکزهای آن‌ها روی یک منحنی قرار دارند. این منحنی «منحنی هادی» نامیده می‌شود. اگر شعاع کره‌های مولد در کل سطح یکسان باشد سطح حاصل سطح لوله‌ای (به انگلیسی: pipe surface) نام دارد که حالت خاصی از سطح کانالی محسوب می‌شود. برخی از نمونه‌های این سطوح عبارتند از:
- استوانهٔ قائم یک سطح لوله‌ای است که منحنی هادی‌اش یک خط مستقیم است.
- چنبره یک سطح لوله‌ای است که منحنی هادی‌اش یک دایره است.
- مخروط سطح کانالی است که منحنی هادی‌اش یک خط مستقیم است.
- سطح دورانی سطح کانالی است که منحنی هادی‌اش یک خط مستقیم است.

سطح کانال، هادی یک پیچوار است
سطح لوله‌ای، هادی یک پیچ‌وار است
سطح لوله‌ای، هادی یک پیچ‌وار است